# David Weinstein (Ökonom)
David Eli Weinstein (* 5. Februar 1964) ist ein US-amerikanisch-britischer Wirtschaftswissenschaftler und Hochschullehrer. Derzeit ist er Inhaber des Carl-S.-Shoup-Lehrstuhls für japanische Wirtschaft an der Columbia University.

## Werdegang, Forschung und Lehre
Weinstein studierte an der Yale University, die er 1985 als Bachelor of Arts verließ. An der University of Michigan graduierte er 1988 als Master of Arts und schloss drei Jahre später sein Ph.D.-Studium ab. Anschließend Assistant Professor an der Harvard University nutzte er die Zeit zu mehreren Studienaufenthalten in Japan unter anderem an der Universität Tokio. 1995 rückte er zum Associate Professor auf, ehe er 1998 an die University of Michigan zurückkehrte. An der dortigen Business School zunächst ebenfalls Associate Professor spezialisierte er sich auf internationale und insbesondere japanische Wirtschaft.
1999 folgte Weinstein einem Ruf der Columbia University an den Carl-S.-Shoup-Lehrstuhls für japanische Wirtschaft. Parallel nahm er ab 2000 Beratungsaufträge für verschiedene Federal Reserve Banks im Federal Reserve System wahr und übernahm einen stellvertretenden Direktorenposten für japanische Ökonomie am National Bureau of Economic Research.
Im Zentrum der Forschungsarbeit Weinsteins stehen Hintergrund und Entwicklung der japanischen Wirtschaft, hierzu hält er auch regelmäßig Vorlesungen. Zudem interessiert er sich für internationalen Handel, Corporate Finance und Industriepolitik. Für seine Arbeit wurde er mehrfach von der National Science Foundation ausgezeichnet und er ist Fellow sowohl des Social Science Research Council als auch der Japan Foundation.

## Werke
Die folgende Auflistung gibt von ihm veröffentlichte Bücher wieder, zudem hat er zahlreiche Zeitschriftenartikel und Arbeitspapiere verfasst. 
- Reviving Japan’s Economy: Problems and Prescriptions, Herausgeber mit Takatoshi Ito und Hugh T. Patrick (2005)
- Prices, Poverty, and Inequality mit Christian Broda (2008)